# Alfonso Cuarón
Alfonso Cuarón Orozco (Città del Messico, 28 novembre 1961) è un regista, sceneggiatore, produttore cinematografico, direttore della fotografia e montatore messicano.
Cuarón è stato il primo regista messicano nella storia ad aggiudicarsi l'Oscar al miglior regista e il Directors Guild of America Award.

## Biografia
Alfonso Cuarón cresce a Città del Messico e studia cinema e filosofia all'UNAM, dove conosce i futuri registi e direttori della fotografia Carlos Marcovich ed Emmanuel Lubezki, con i quali realizza il suo primo cortometraggio, Vengeance Is Mine. Deciso a metterlo in commercio, il giovane Cuarón si scontra con la dirigenza della facoltà, che non lo autorizza all'operazione. È per questo motivo che lascia il corso di studi e inizia a lavorare, prima come tecnico e poi come regista, per la televisione messicana. Diventa anche aiuto regista in alcune produzioni cinematografiche nazionali, come Nocaut di José Luis García Agraz.
All'inizio degli anni novanta, scrive con il fratello Carlos, anch'egli regista, la sceneggiatura di un lungometraggio, ma inizialmente l'Istituto Messicano del Cinema non dispone dei fondi per finanziarlo. Dopo alcune traversie produttive, i due fratelli riescono a trovare i soldi necessari alla realizzazione del progetto. Uno per tutte, di cui Alfonso è regista e co-montatore e Lubezki è direttore della fotografia, ottiene un incredibile successo di pubblico e critica. Si tratta di una commedia che, pur affrontando temi seri come l'AIDS e il suicidio, sceglie un tono leggero per raccontare la storia di un donnaiolo che subisce il piano di vendetta di una delle sue amanti tradite, credendo appunto di aver contratto l'Aids. Il genere della commedia non era particolarmente sviluppato, in quel periodo, in Messico e l'opera prima di Cuarón figura come una grande novità nel panorama cinematografico nazionale, tanto da farsi notare anche negli Stati Uniti.
Il regista Sydney Pollack rimane tanto favorevolmente impressionato dalla sua opera prima da ingaggiare Cuarón per un episodio di Fallen Angels, una serie televisiva di genere neo-noir. Nel 1995 Cuarón gira il suo primo film prodotto negli USA, La piccola principessa, un adattamento del romanzo di Frances Hodgson Burnett. Anche il lavoro successivo di Cuarón è l'adattamento di un'opera letteraria: una versione in chiave moderna di Great Expectations di Charles Dickens intitolata Paradiso perduto (1998) e interpretata da Ethan Hawke, Gwyneth Paltrow e Robert De Niro. Nonostante il cast stellare, in numerose interviste Cuarón dichiara di non essere soddisfatto del suo lavoro di regista per questa pellicola; sostiene infatti di "essersi dimenticato che, oltre ad un regista, egli è prima di tutto uno scrittore". Segue nel 2001 Y tu mamá también - Anche tua madre, un dramma provocatorio e controverso sulle traversie di due adolescenti messicani ossessionati dal sesso. Il film gli permette di guadagnare la sua prima candidatura agli Oscar nella categoria migliore sceneggiatura originale, non riuscendo però a vincere.
Nel 2004 dirige il terzo film della saga fantasy di Harry Potter, Harry Potter e il prigioniero di Azkaban. Il film si caratterizza per essere riuscito a cambiare il tono iniziale assunto dalla serie, desaturando la tavolozza dei colori e ampliando il paesaggio intorno a Hogwarts, la scuola di magia dove si ambientano le vicende. Al momento dell'uscita nelle sale del film, J. K. Rowling, autrice dei romanzi originali da cui sono tratti i film, che aveva visto e amato il film di Cuarón Y Tu Mamá También, ha affermato che, fino a quel momento, era il film della serie che preferiva. Dalla critica il film è stato accolto meglio rispetto ai primi due capitoli, diretti da Chris Columbus, con alcuni critici che hanno affermato come fosse stato il primo film di Harry Potter a catturare veramente l'essenza dei romanzi, tanto da rimanere il film della saga cinematografica più acclamato dalla critica fino al rilascio di Harry Potter e i Doni della Morte - Parte 2 nel 2011; il terzo rimarrà l'unico film della saga potteriana realizzato dal regista messicano, in quanto il quarto sarà diretto da Mike Newell e gli altri quattro da David Yates.
Del 2006 è invece il thriller fantascientifico I figli degli uomini, liberamente tratto dal romanzo omonimo della scrittrice inglese P. D. James, rappresentante un drammatico e disperato affresco di un futuro prossimo, che affronta con crudezza la tematica dell'immigrazione e della decadenza dei valori nella società occidentale moderna. Il film, interpretato da un cast comprendente tra gli altri Clive Owen, Julianne Moore e Michael Caine, permette a Cuarón di ottenere altre due candidature agli Oscar nella categoria "sceneggiatura non originale" e in quella per il "miglior montaggio", nuovamente senza riuscire a vincere.
Nel 2013 firma Gravity, con George Clooney e Sandra Bullock, un film nuovamente di fantascienza ambientato nello spazio, che racconta la lotta per la sopravvivenza di due astronauti alla deriva nell'orbita terrestre, ottimo incasso al botteghino con più di 700 milioni di dollari in tutto il mondo a fronte di un budget di 100 e vincitore nel 2014 di sette premi Oscar, compresi quelli al miglior regista e al miglior montaggio assegnati allo stesso Cuarón. Nel 2014 Cuarón crea la serie televisiva fantascientifica Believe, di cui è regista dell'episodio pilota e produttore dell'intera serie, per la Warner Bros. Television e la Bad Robot Productions di J. J. Abrams e trasmessa sulla rete televisiva statunitense NBC. La prima stagione è composta da 13 episodi. Non riscuotendo il successo sperato, la seconda stagione della serie messa in cantiere viene cancellata. Nel 2015 presiede la giuria della 72ª Mostra internazionale d'arte cinematografica di Venezia. Ha interpretato sé stesso in un progetto studentesco del DAMS di Gorizia intitolato The Bet, successivamente distribuito come mini serie web a partire dal dicembre del 2016.
Nel 2018 ha vinto il Leone d'oro per il miglior film alla 75ª Mostra internazionale d'arte cinematografica di Venezia per Roma. La pellicola, ispirata da una storia realmente accaduta durante l'infanzia del regista, ottiene dieci candidature ai Premi Oscar, di cui cinque per Cuarón. Il film ne vince tre, tutti assegnati a Cuarón stesso: miglior regista, migliore fotografia e miglior film straniero. Si tratta di un enorme successo per un film in bianco e nero, ambientato in Messico, recitato in spagnolo, e soprattutto distribuito solo su Netflix, successo che consacra Cuarón come uno dei registi più promettenti del panorama cinematografico attuale.

## Vita privata
Dal maggio 2014 Cuarón è cittadino onorario di Pietrasanta (che gli ha dedicato un carro allegorico nel carnevale 2020) , in Toscana, dove risiede l'ex-moglie, l'attrice e giornalista freelance italiana Annalisa Bugliani; in virtù di questo il regista parla anche italiano. Dalla Bugliani ha avuto due dei suoi tre figli, Tess Bu ed Olmo; entrambi hanno recitato ruoli minori in Harry Potter e il prigioniero di Azkaban. Suo figlio maggiore, Jonás Cuarón, nato dal primo matrimonio con l'attrice messicana Mariana Elizondo, è stato insieme al padre co-sceneggiatore di Gravity ed è anch'egli regista. È amico dei registi, suoi connazionali, Guillermo del Toro e Alejandro González Iñárritu; i tre sono conosciuti come I tre amigos del cinema. Cuarón ha prodotto dei film degli amici ed ha fondato con loro la casa di produzione cinematografica Cha Cha Cha Films. 
Alfonso Cuarón parla correntemente l'esperanto e simpatizza per gli ideali del movimento esperantista; per la sua casa di produzione, infatti, ha scelto il nome di Esperanto Filmoj, con cui ha firmato i suoi maggiori successi. Nel 2014 la rivista Time ha posto Cuarón nella sua lista delle 100 persone più influenti del mondo. Cuarón è vegetariano.

## Filmografia

### Regista

#### Cinema
- Uno per tutte (Solo con tu pareja) (1991)
- La piccola principessa (A Little Princess) (1995)
- Paradiso perduto (Great Expectations) (1998)
- Y tu mamá también - Anche tua madre (Y tu mamá también) (2001)
- Harry Potter e il prigioniero di Azkaban (Harry Potter and the Prisoner of Azkaban) (2004)
- Parc Monceau, episodio di Paris, je t'aime (2005)
- I figli degli uomini (Children of Men) (2006)
- Gravity (2013)
- Roma (2018)

#### Televisione
- Hora Marcada – serie TV, 6 episodi (1989–1990)
- Fallen Angels – serie TV, episodio 1x05 (1993)
- Believe – serie TV, episodio 1x01 (2014)
- The Shepherd – cortometraggio (2023)
- Disclaimer - La vita perfetta – miniserie TV, 8 puntate (2024)

### Sceneggiatore

#### Cinema
- Uno per tutte (Solo con tu pareja) (1991)
- Y tu mamá también - Anche tua madre (Y tu mamá también) (2001)
- I figli degli uomini (Children of Men) (2006)
- Gravity (2013)
- Roma (2018)

#### Televisione
- Hora Marcada – serie TV, 6 episodi (1989–1990)
- Believe – serie TV, episodio 1x01 (2014)
- Disclaimer - La vita perfetta – miniserie TV, 7 puntate (2024)

### Produttore

#### Cinema
- Camino largo a Tijuana (El camino largo a Tijuana), regia di Luis Estrada (1991)
- Uno per tutte (Solo con tu pareja), regia di Alfonso Cuarón (1991)
- Y tu mamá también - Anche tua madre (Y tu mamá también), regia di Alfonso Cuarón (2001)
- Crónicas, regia di Sebastián Cordero (2004)
- The Assassination (The Assassination of Richard Nixon), regia di Niels Mueller (2004)
- Black Sun, regia di Gary Tarn – documentario (2005) – produttore esecutivo
- Il labirinto del fauno (El laberinto del fauno), regia di Guillermo del Toro (2006)
- Año uña, regia di Jonás Cuarón (2007) – produttore esecutivo
- Rudo y Cursi, regia di Carlos Cuarón (2008)
- Biutiful, regia di Alejandro González Iñárritu (2010) – produttore associato
- Gravity, regia di Alfonso Cuarón (2013)
- This Changes Everything, regia di Avi Lewis – documentario (2015) – produttore esecutivo
- Desierto, regia di Jonás Cuarón (2015)
- Roma, regia di Alfonso Cuarón (2018)
- The Disciple, regia di Chaitanya Tamhane (2020) – produttore esecutivo
- Le streghe (The Witches), regia di Robert Zemeckis (2020)
- Hands of Gods, regia di Riccardo Romani (2020) – produttore esecutivo
- Raymond & Ray, regia di Rodrigo García (2022)

#### Televisione
- Believe – serie TV, 7 episodi (2014) – produttore esecutivo
- Disclaimer - La vita perfetta (Disclaimer) – miniserie TV, 8 puntate (2024)

### Montatore

#### Cinema
- Uno per tutte (Solo con tu pareja) (1991)
- Y tu mamá también - Anche tua madre (Y tu mamá también) (2001)
- I figli degli uomini (Children of Men) (2006)
- Gravity (2013)
- Roma (2018)

#### Televisione
- Hora Marcada – serie TV, 1 episodio (1989)
- Disclaimer - La vita perfetta – miniserie TV, 8 puntate (2024)

### Direttore della fotografia
- Hora Marcada – serie TV, 6 episodi (1989–1990)
- Roma (2018)

### Attore
- Harry Potter 20º anniversario - Ritorno a Hogwarts (Harry Potter 20th Anniversary: Return to Hogwarts), regia di Eran Creevy, Joe Pearlman, Giorgio Testi – film TV (2022)

## Premi e riconoscimenti
Premio Oscar
- 2003 – Candidatura alla migliore sceneggiatura originale per Y tu mamá también
- 2007 – Candidatura alla migliore sceneggiatura non originale per I figli degli uomini
- 2007 – Candidatura al miglior montaggio per I figli degli uomini
- 2014 – Candidatura al miglior film per Gravity
- 2014 – Miglior regista per Gravity
- 2014 – Miglior montaggio per Gravity
- 2019 – Candidatura al  miglior film per Roma
- 2019 – Miglior regista per Roma
- 2019 – Miglior fotografia per Roma
- 2019 – Candidatura alla miglior sceneggiatura originale per Roma
- 2023 - Candidatura al miglior cortometraggio per Le pupille

Golden Globe
- 2014 – Candidatura al miglior film drammatico per Gravity
- 2014 – Miglior regista per Gravity
- 2019 – Miglior film straniero per Roma
- 2019 – Miglior regista per Roma
- 2019 – Candidatura alla migliore sceneggiatura per Roma

BAFTA
- 2003 – Candidatura al miglior film non in lingua inglese per Y tu mamá también
- 2003 – Candidatura alla miglior sceneggiatura originale per Y tu mamá también
- 2005 – Candidatura al miglior film britannico per Harry Potter e il prigioniero di Azkaban
- 2014 – Candidatura al  miglior film per Gravity
- 2014 – Miglior film britannico per Gravity
- 2014 – Miglior regista per Gravity
- 2014 – Candidatura alla miglior sceneggiatura originale per Gravity
- 2014 – Candidatura al miglior montaggio per Gravity
- 2019 – Miglior film per Roma
- 2019 – Miglior regista per Roma
- 2019 – Miglior film straniero per Roma
- 2019 – Miglior fotografia per Roma
- 2019 – Candidatura alla miglior sceneggiatura originale per Roma
- 2019 – Candidatura al miglior montaggio per Roma

David di Donatello
- 2019 – Miglior film straniero per Roma

Festival di Venezia
- 2018 – Leone d'oro per Roma

Premio Ariel
- 2019 – Miglior regia per Roma[19]